# HH2 (Herbig-Haro-Objekt)

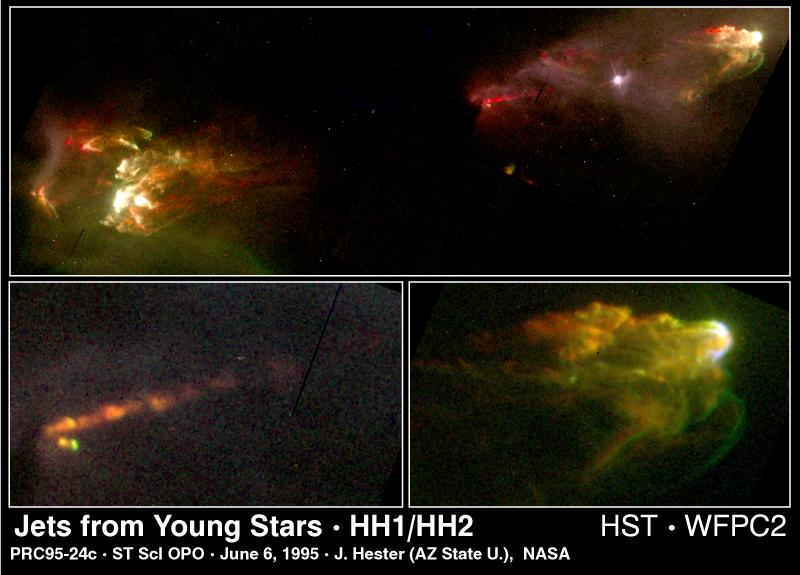
Links HH1 und rechts HH2. Dazwischen ist ein nicht sichtbarer Protostern.

HH2 ist ein Protostellarer Jet und ist als Herbig-Haro-Objekt katalogisiert. Weil das Objekt Teil des Orionnebels ist, wird es auch als M42-HH2 bezeichnet. Als Herbig Haro Objekt wurde der Jet von einem Team um Cantó im Jahr 1980 identifiziert. 1988 wurden zwei Knoten gefunden. Weiter wurden in dem Objekt 2003 Schocks identifiziert, welche Geschwindigkeiten von 20 km/s bis 180 km/s haben. HH2 ist nur ein Lichtjahr von Herbig-Haro Objekt HH1 entfernt, welche aus einem gemeinsamen Protostern entspringen. Insgesamt hat HH2 eine Entfernung von 1500 Lichtjahren zur Erde.